# Obsessed by Cruelty
Obsessed by Cruelty – pierwszy album niemieckiej thrashmetalowej grupy Sodom.  
Płyta została wydana przez wytwórnię SPV w 1986, a później wraz z minialbumem In the Sign of Evil, ponownie w 1988. 

## Dwa nagrania
Materiał na płytę został nagrany dwukrotnie, obie wersje albumu z powodu błędu wytwórni zostały wydane. Pierwszą sesję nagrano w Berlinie, z Michaelem "Destructorem" Wulfem na gitarze. Wydawca uznał, że jakość nagrania jest zbyt słaba, dlatego wszystkie utwory (plus dodatkowy After the Deluge) zarejestrowano ponownie. W nagraniach w studiu Hilpoltstein koło Norymbergi uczestniczył gitarzysta Ahäthoor (Uwe Christoffers). 
Oryginalne, odrzucone nagranie z Berlina zostało przypadkowo użyte w wydaniu amerykańskim wytwórni Metal Blade, a także w kolejnych wydaniach albumu. Prawdopodobnie tylko europejska edycja płyty wydanej przez SPV zawiera nagranie z Hilpoltstein z dodatkowym utworem.

## Muzyka
Muzyka na albumie to thrash metal z silnymi wpływami black metalu. Inspiracją dla Sodom była twórczość blackmetalowych zespołów Venom i Bathory, a także brytyjskiej heavymetalowej grupy Motörhead. 
Płytę otwiera krótkie, powolne Intro (różne w obu wspomnianych wersjach albumu), po którym następuje wściekły muzyczny atak. Utwory na Obsessed by Cruelty są w większości szybkie i brutalne. Kompozycje skonstruowano na prostych riffach gitarowych i częstych zmianach tempa sekcji rytmicznej. Wokal Toma Angelrippera jest niski, chrapliwy (różni się w zależności od nagrań), zastosowany efekt pogłosu wzmacnia jego złowrogi, posępny charakter. Brzmienie, w porównaniu z EP-ką In the Sign of Evil zostało zmodyfikowane, jednak zespołowi udało się zachować w nagraniach "brudną" surowość i ponurą, diaboliczną atmosferę – intensywniejszą w wersji poprawionej. Bonusowy utwór After the Deluge inspirowany jest muzyką punkrockową.
Obie płyty, minialbum oraz debiutancka Obsessed by Cruelty zaliczane są obecnie do tak zwanej pierwszej fali black metalu. Znalazły się w tym gronie wśród takich produkcji jak Welcome to Hell grupy Venom, Bathory grupy Bathory czy Apocalyptic Raids formacji Hellhammer.
Dopiero dwie kolejne płyty Sodom – Persecution Mania i Agent Orange – zdefiniowały zespół pod względem gatunkowym. Formacja pozostała wierna thrash metalowi przez kolejne dekady. 
Tyrone Peisker z serwisu AllMusic nazywa Obsessed by Cruelty "jednym z najcięższych albumów w historii black/thrash metalu" i najlepszym w dyskografii Sodom. Inny recenzent, Avner Danziger Araújo, zwraca uwagę na amatorskie brzmienie materiału, które nie przeszkadza mu nazwać albumu "prawdziwą perełką czasu pionierów".
Utwór Deathlike Silence stał się inspiracją dla norweskiego gitarzysty zespołu Mayhem Øysteina "Euronymousa" Aarsetha do założenia w Oslo wytwórni Deathlike Silence Productions.

## Teksty
Teksty Toma Angelrippera opisują tematy typowe dla ekstremalnego metalu połowy lat osiemdziesiątych: okrucieństwo, śmierć, rozkład, władzę, wojnę, a także lubieżność. Są mroczne, chętnie sięgają po symbolikę religijną i mieszają ją z wątkami satanistycznymi.

## Lista utworów (edycja europejska)
1. Intro – 0:55
2. Deathlike Silence – 5:18
3. Brandish the Sceptre – 3:00
4. Proselytism Real – 3:26
5. Equinox – 3:38
6. After the Deluge – 4:53
7. Obsessed by Cruelty – 5:06
8. Fall of Majesty Town – 4:06
9. Nuctemeron – 3:03
10. Pretenders to the Throne – 2:39
11. Witchhammer – 1:46
12. Volcanic Slut – 2:58

## Twórcy[7]
1. Tom Angelripper (właśc. Thomas Such) – wokal, gitara basowa
2. Destructor (Michael Wulf, zm. 1993) – gitara
3. Chris Witchhunter (Christian Dudek, zm. 2008) – perkusja